# Superpuchar Uzbekistanu w piłce nożnej
Superpuchar Uzbekistanu w piłce nożnej (uzb. Futbol boʻyicha Oʻzbekiston Superkubogi) – mecz piłkarski pomiędzy aktualnym Mistrzem Uzbekistanu oraz zdobywcą Pucharu Uzbekistanu w danym sezonie (jeżeli ta sama drużyna wywalczyła zarówno mistrzostwo, jak i Puchar kraju - jej przeciwnikiem zostaje wicemistrz Uzbekistanu).
Mecz o Superpuchar Uzbekistanu rozgrywany jest przed rozpoczęciem sezonu lub po jego zakończeniu.
W spotkaniu o Superpuchar Uzbekistanu w przypadku remisu po upływie regulaminowego czasu gry przeprowadzona jest dogrywka, a jeśli i ona nie wyłoni zwycięzcę, to wtedy zarządzana jest seria rzutów karnych.
Rozgrywane są od roku 1999 i nazywał się Puchar Prezydenta Uzbekistanu (uzb. Oʻzbekiston Prezidenti Kubogi). Potem nie rozgrywano z różnych powodów. Dopiero w 2014 ponownie został odrodzony.

## Historia
Po raz pierwszy Superpuchar Uzbekistanu został zorganizowany w 1999 roku. Pierwszy mecz o trofeum odbył się na stadionie „Centralnym” w Ferganie przy udziale 6000 kibiców. Zmierzyły się w nim drużyny: „Navbahor” z Namanganu (zdobywca Pucharu Uzbekistanu 1998) i „Paxtakor” z Taszkentu (mistrz Wyższej Ligi 1998).
W latach 2000–2014 mecz nie był rozgrywany z różnych powodów. W styczniu 2012 roku UzPFL ogłosiła wznowienie Superpucharu Uzbekistanu. Mecz miał odbyć się 11 marca 2012 roku pomiędzy klubami „Paxtakor” i „Bunyodkor”. Jednak 7 marca poinformowano, że spotkanie zostało odwołane z powodu złego stanu stadionu „Jar” i zostanie przełożone – ostatecznie jednak nie zostało rozegrane.
7 marca 2014 roku rozegrano mecz o Superpuchar pomiędzy zespołami „Bunyodkor” i „Lokomotiw” z Taszkentu. Superpuchar był rozgrywany do 2016 roku. W sezonach 2017 i 2018 ponownie go nie rozegrano z różnych powodów. W sezonie 2019 rozgrywki zostały wznowione. W sezonie 2020 mecz nie odbył się z powodu pandemii COVID-19. Od 2021 roku spotkania są rozgrywane regularnie.

## Mecze
| Rok       | Zwycięzca                                                   | Wynik meczu                                               | Przegrany                                                 | Stadion                                                   | Liczba widzów                                             |
| --------- | ----------------------------------------------------------- | --------------------------------------------------------- | --------------------------------------------------------- | --------------------------------------------------------- | --------------------------------------------------------- |
| 1992–1998 | Rozgrywki nie były organizowane                             | Rozgrywki nie były organizowane                           | Rozgrywki nie były organizowane                           | Rozgrywki nie były organizowane                           | Rozgrywki nie były organizowane                           |
| 1999      | Navbahor Namangan Zdobywca Pucharu Uzbekistanu 1998         | 4:2                                                       | Paxtakor Taszkent Mistrz Wyższej Ligi 1998                | Stadion Centralny w Ferganie                              | 6 000                                                     |
| 2000–2013 | W tych latach mecz nie został rozegrany z różnych powodów   | W tych latach mecz nie został rozegrany z różnych powodów | W tych latach mecz nie został rozegrany z różnych powodów | W tych latach mecz nie został rozegrany z różnych powodów | W tych latach mecz nie został rozegrany z różnych powodów |
| 2014      | Bunyodkor Taszkent Mistrz ligi 2013 i zdobywca Pucharu 2013 | 2:1                                                       | Lokomotiw Taszkent Wicemistrz ligi 2013                   | Stadion Jar w Taszkencie                                  | 4 750                                                     |
| 2015      | Lokomotiw Taszkent Zdobywca Pucharu 2014                    | 4:0                                                       | Paxtakor Taszkent Mistrz ligi 2014                        | Stadion Bunyodkor                                         | 7 216                                                     |
| 2016      | Nasaf Karshi                                                | 1:0                                                       | Paxtakor Taszkent                                         | Stadion Bunyodkor                                         | 4 748                                                     |
| 2017–2018 | Z powodu różnych okoliczności mecz się nie odbył            | Z powodu różnych okoliczności mecz się nie odbył          | Z powodu różnych okoliczności mecz się nie odbył          | Z powodu różnych okoliczności mecz się nie odbył          | Z powodu różnych okoliczności mecz się nie odbył          |
| 2019      | Lokomotiw Taszkent                                          | 2:1                                                       | AGMK Olmaliq Zdobywca Pucharu 2018                        | Stadion Paxtakor, Taszkent                                | 18 000                                                    |
| 2020      | Mecz odwołany z powodu pandemii COVID-19                    | Mecz odwołany z powodu pandemii COVID-19                  | Mecz odwołany z powodu pandemii COVID-19                  | Mecz odwołany z powodu pandemii COVID-19                  | Mecz odwołany z powodu pandemii COVID-19                  |
| 2021      | Paxtakor Taszkent                                           | 1:0                                                       | Nasaf Karshi                                              | Stadion Dinamo, Samarkanda                                | 5 165                                                     |
| 2022      | Paxtakor Taszkent                                           | 1:0                                                       | Nasaf Karshi                                              | Stadion Uzbekistan, Yaypan                                | 7 215                                                     |
| 2023      | Nasaf Karshi                                                | 2:1                                                       | Paxtakor Taszkent                                         | Stadion Soʻgʻdiyona, Dżyzak                               | 6 501                                                     |
| 2024      | Nasaf Karshi                                                | 1:1 (4:3 karne)                                           | Paxtakor Taszkent                                         | Stadion Bunyodkor                                         |                                                           |
| 2025      | Nasaf Karshi                                                | 1:0                                                       | Andijon                                                   | Stadion Bunyodkor                                         | 13 205                                                    |

Uwagi:
- (M) - mistrz kraju
- (P) - zdobywca Pucharu kraju
- (W) - wicemistrz kraju

## Statystyki
| Klub               | Zdobywca | Finalista | Lata triumfów | Lata przegranych |
| ------------------ | -------- | --------- | ------------- | ---------------- |
| Lokomotiv Taszkent | 1        | 1         | 2015          | 2014             |
| Navbahor Namangan  | 1        | 0         | 1999          |                  |
| Bunyodkor Taszkent | 1        | 0         | 2014          |                  |
| Nasaf Karszy       | 1        | 0         | 2016          |                  |
| Paxtakor Taszkent  | 0        | 3         |               | 1999, 2015, 2016 |